# Haploniscus monodi
Haploniscus monodi är en kräftdjursart som beskrevs av Chardy 1974. Haploniscus monodi ingår i släktet Haploniscus och familjen Haploniscidae. Inga underarter finns listade i Catalogue of Life.